# República de Ancona
A República de Ancona era uma comuna medieval notável e república marítima, por seu desenvolvimento econômico e seu comércio marítimo, particularmente com o Império Bizantino e o Mediterrâneo Oriental, embora um pouco confinado pela supremacia veneziana no mar. Desfrutava de excelentes relações com o Reino da Hungria e era um aliado da República de Ragusa. Também manteve boas relações com os turcos. Todas essas relações permitiram que ela servisse como porta de entrada da Itália central para o Oriente.
Incluída nos Estados papais desde 774, Ancona ficou sob a influência do Sacro Império Romano-Germânico por volta do ano 1000, mas gradualmente ganhou independência para se tornar totalmente independente com a vinda das comunas no século XI. Seu lema era Ancon dorica civitas fidei (Ancona dórica, cidade da fé); lembra a fundação grega da cidade .
Ancona era uma república oligárquica, governada por seis anciãos, eleitos pelos três terzieri nos quais a cidade estava dividida: S. Pietro, Porto e Capodimonte. Tinha uma série de leis marítimas conhecidas como Statuti del mare e del Terzenale (Estatutos do mar e do arsenal) e Statuti della Dogana (Estatutos da Alfândega).

## Relações marítimas e armazéns

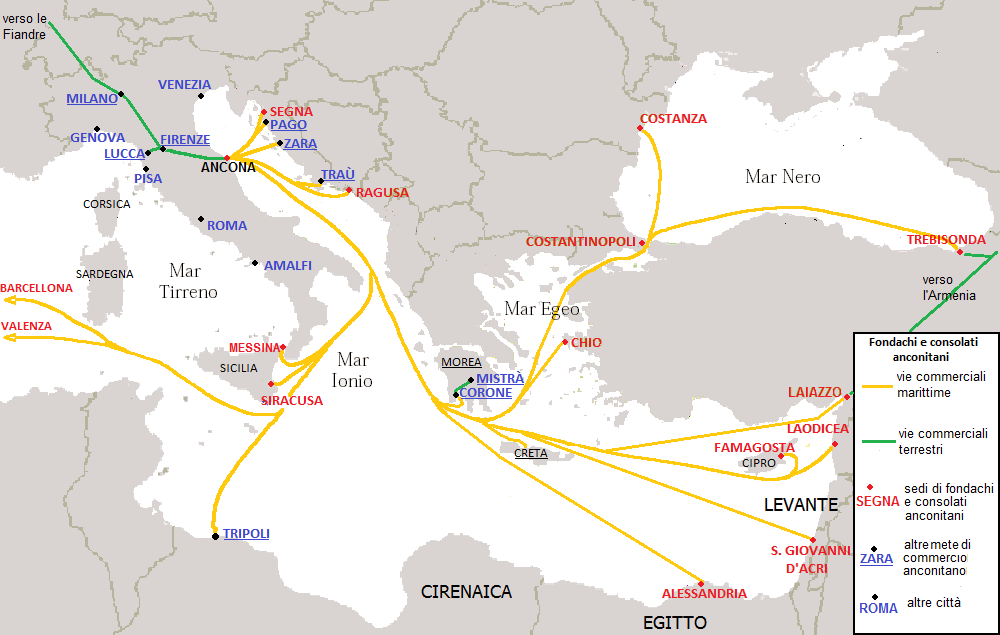
Rotas comerciais e armazéns da república marítima de Ancona

Os fondachi (colônias com armazéns e edifícios de acomodação) da República de Ancona estavam continuamente ativos em Constantinopla, Alexandria e outros portos bizantinos, enquanto a triagem de mercadorias importadas por terra (principalmente têxteis e especiarias) caía para os comerciantes de Lucca e Florença.
Em Constantinopla havia talvez o fondaco mais importante, onde os habitantes de Ancona tinham sua própria igreja, Santo Stefano; em 1261, eles receberam o privilégio de ter uma capela na Santa Sofia. Outros fondachi de Ancona estavam localizados na Síria (em Laiazzo e Laodicea), na Romênia (em Constança), no Egito (em Alexandria), em Chipre (em Famagusta), na Palestina (em San Giovanni d'Acri), na Grécia (em Quíos.), na Ásia Menor (em Trebizond). Movendo-se para o oeste, os armazéns da Ancona estavam presentes no Adriático em Ragusa e Segna, na Sicília em Siracusa e Messina, na Espanha em Barcelona e Valência, na África em Trípoli.

## Moedas

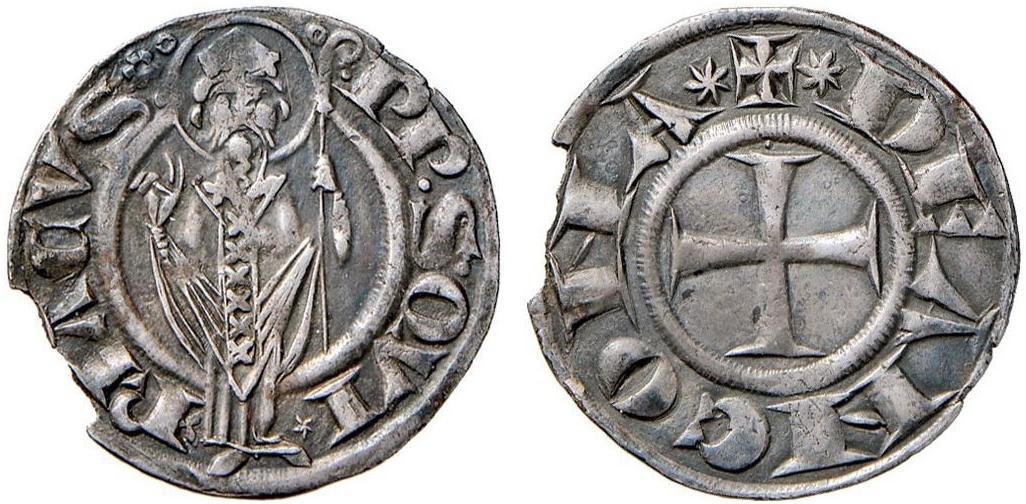
Agontano

Os primeiros relatos da cunhagem medieval de Ancona começam no século XII, quando a independência da cidade cresceu e começou a cunhar suas moedas sem supervisão imperial ou papal. O agontano foi a moeda usada pela República de Ancona, durante sua idade de ouro. Era uma grande moeda de prata de 18 a 22 mm de diâmetro e um peso de 2,04 a 2,42 gramas,
Mais tarde e menos famosa, Ancona começou a cunhar uma moeda Agnoto em ouro, também conhecida como Ancona Ducat. Os espécimes dessa moeda sobreviveram os séculos 15 e 16, até a perda da independência das cidades em 1532.

## Arte
A história artística da república de Ancona sempre foi influenciada pelas relações marítimas com a Dalmácia e o Levante.
Seus principais monumentos medievais mostram uma união entre as artes bizantina e românica. Entre os mais notáveis estão o Duomo, com uma cruz grega e esculturas bizantinas; e a igreja de Santa Maria di Portonovo.

No século XIV, Ancona era um dos centros da chamada "Renascença Adriática", esse tipo particular de Renascença que se espalhava entre a Dalmácia, Veneza e as Marcas, caracterizada por uma redescoberta da arte clássica e uma certa continuidade da Arte gótica. O maior arquiteto e escultor dessa corrente artística foi Giorgio da Sebenico; o maior pintor foi Carlo Crivelli.

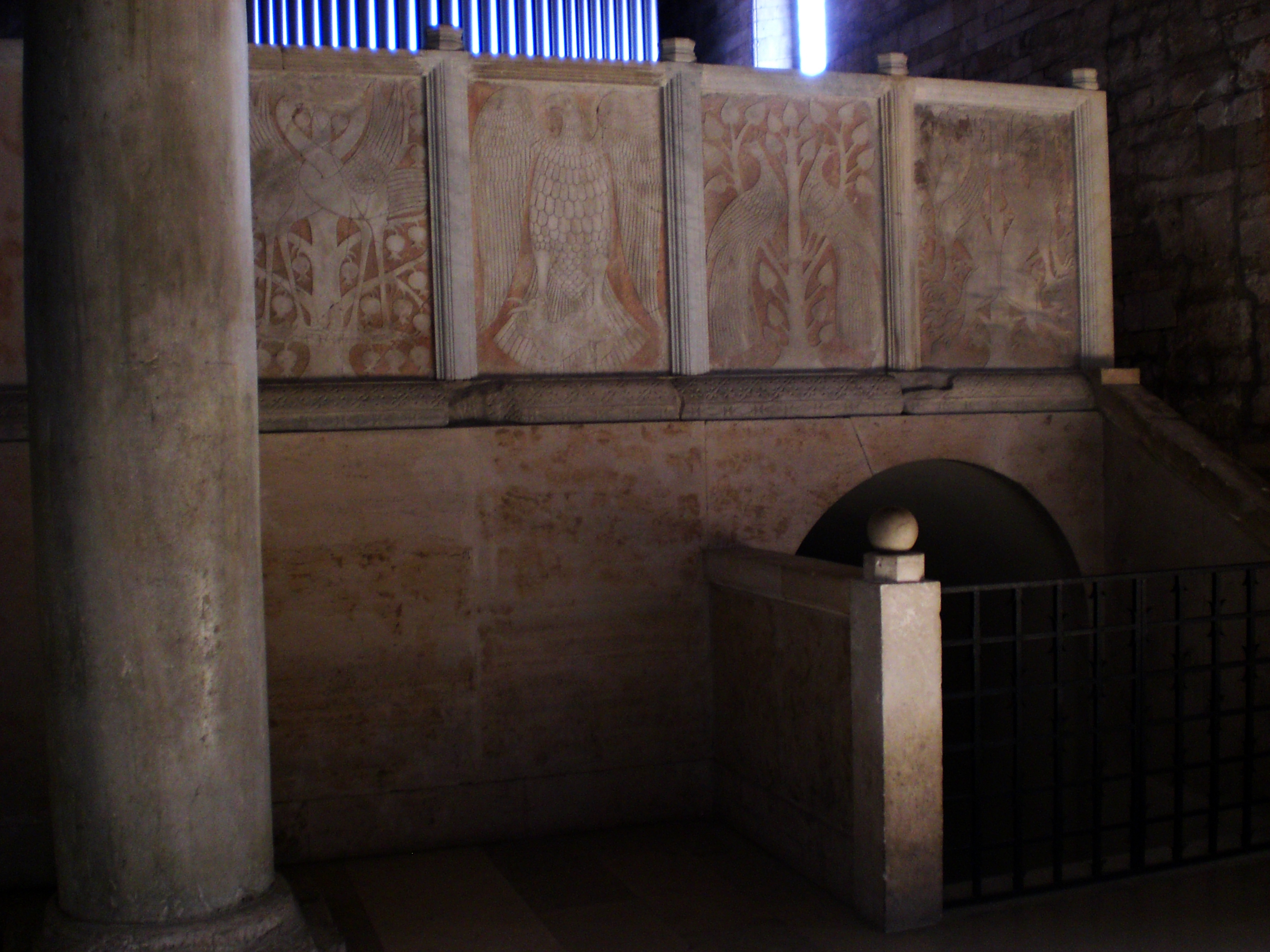
Esculturas bizantinas dentro da catedral
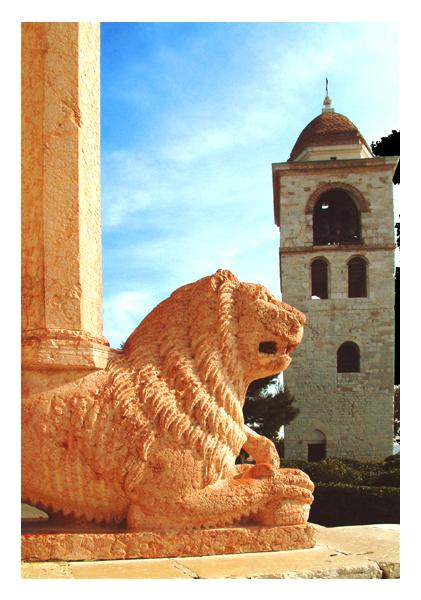
Prothyrum e torre sineira da catedral
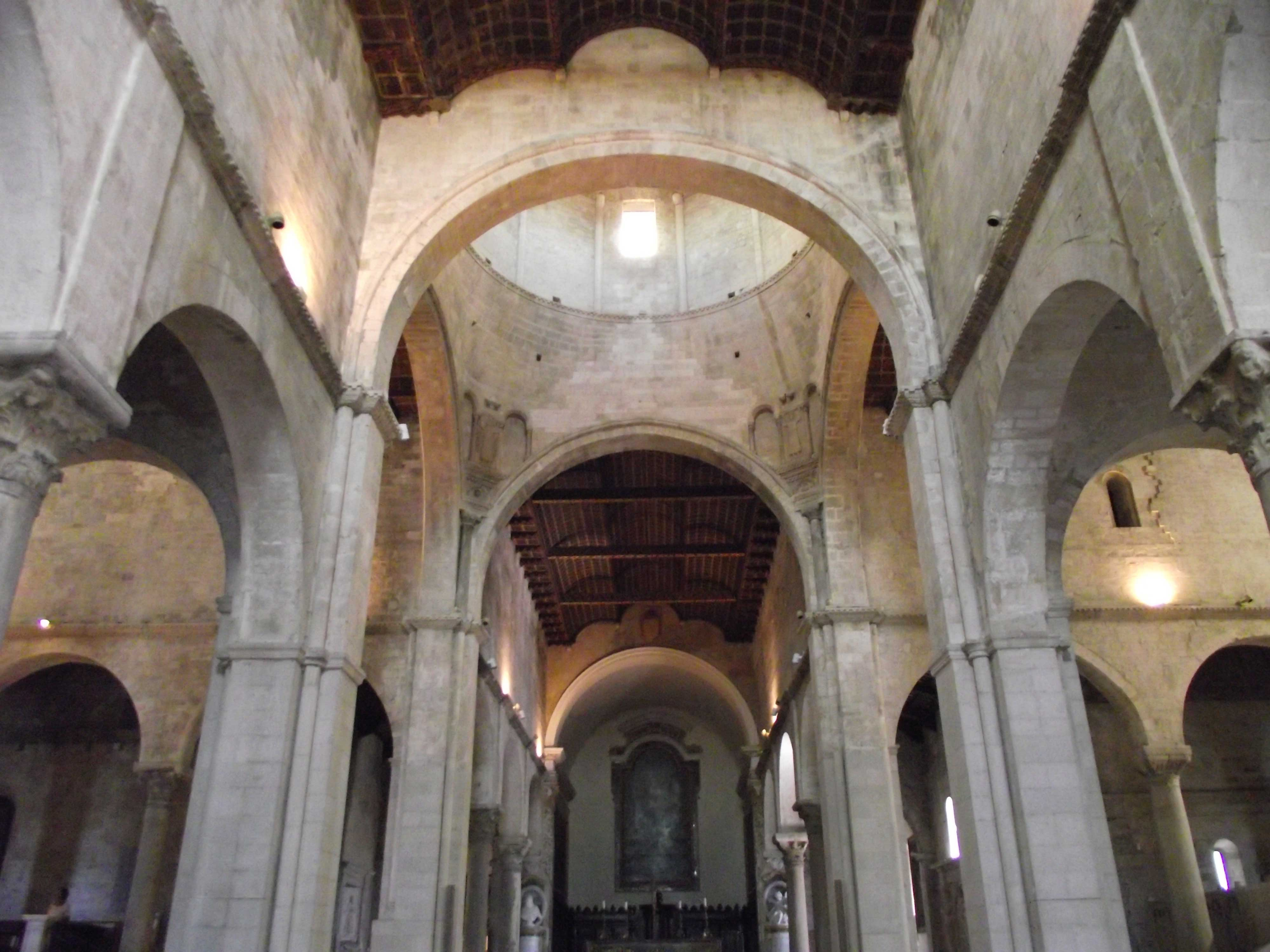
Interior da catedral, com plano bizantino (cruz grega)
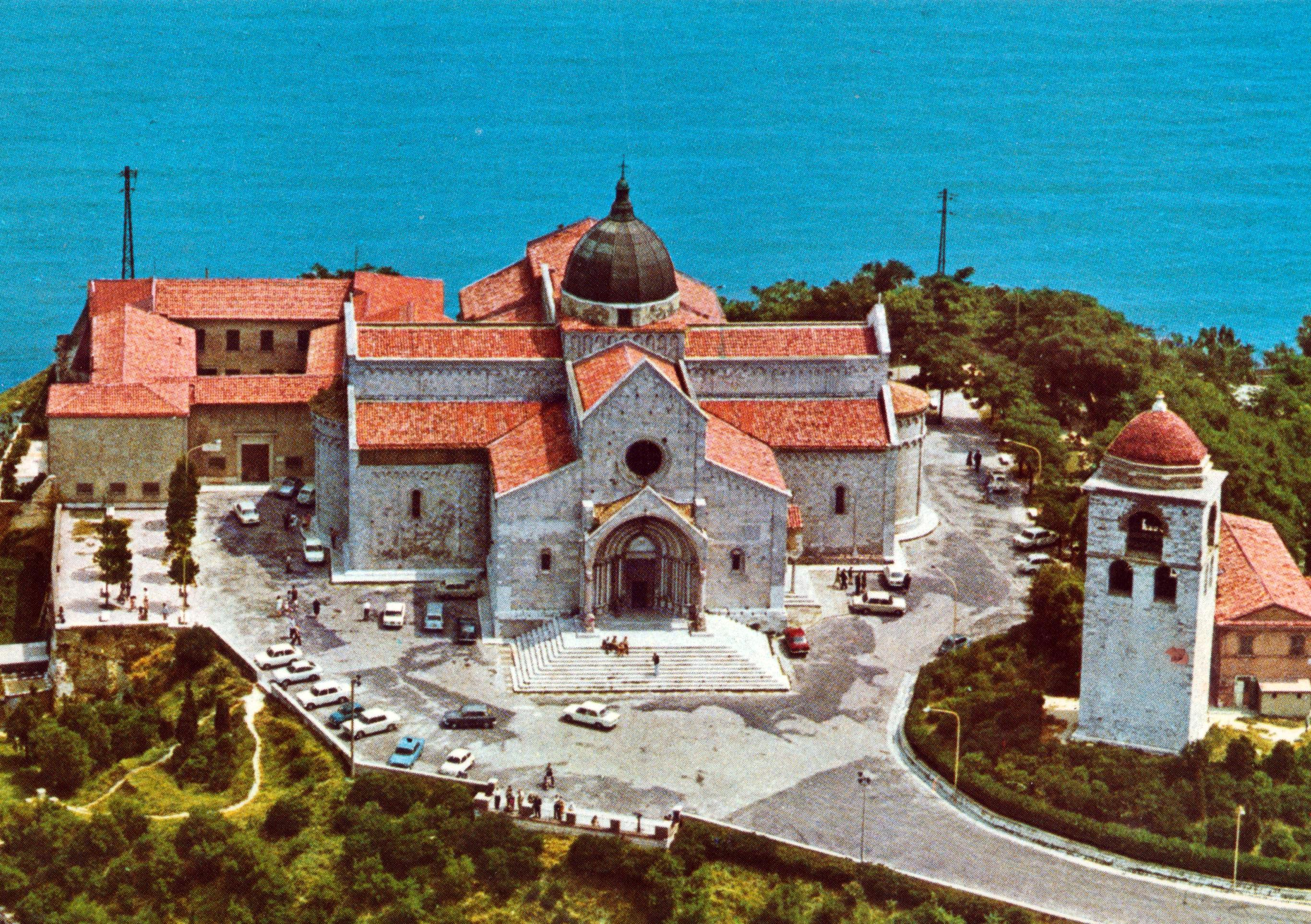
Catedral, vista aérea
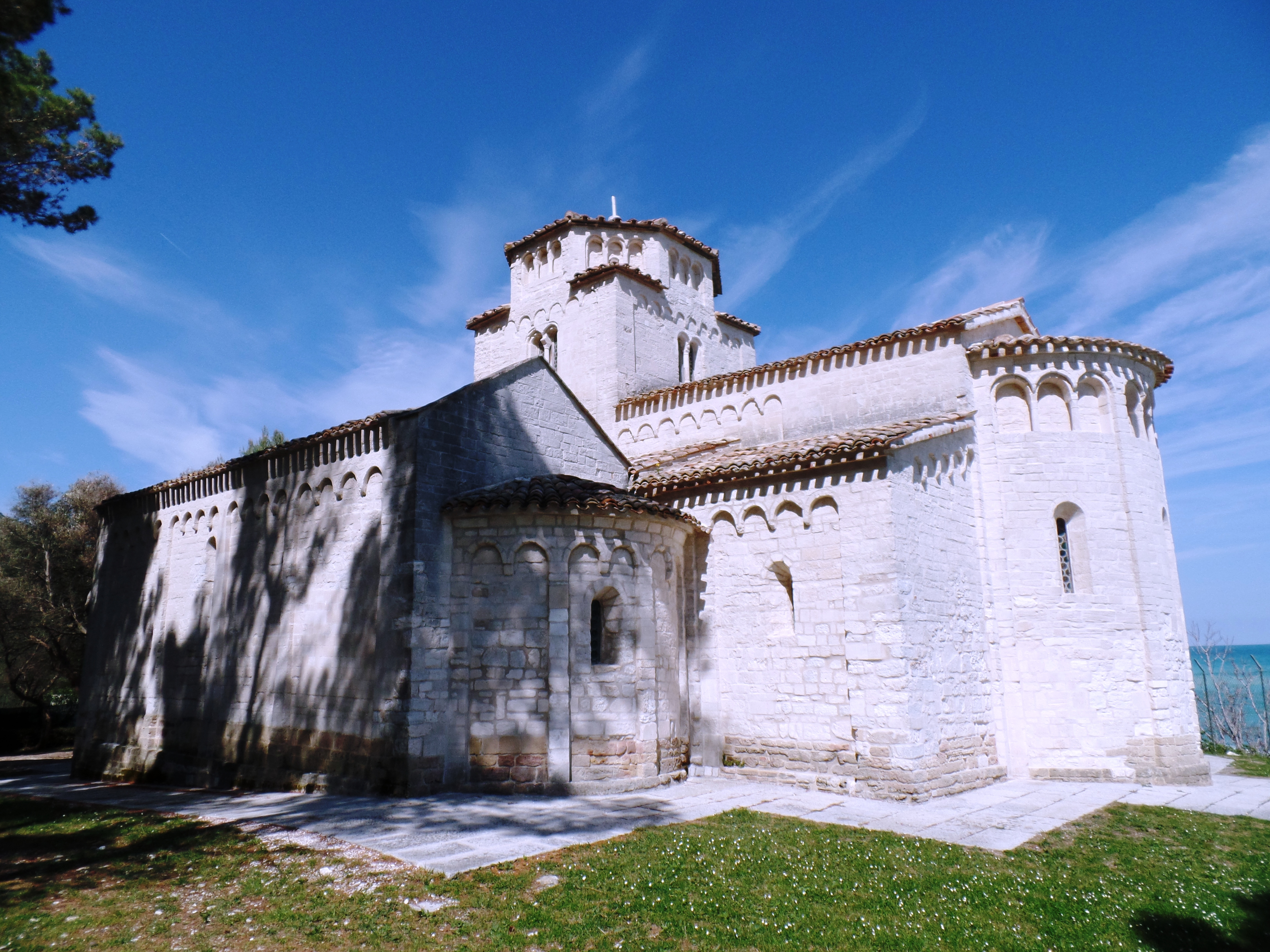
Igreja de Santa Maria di Portonovo, cujo plano é a fusão de uma cruz grega bizantina e uma basílica românica
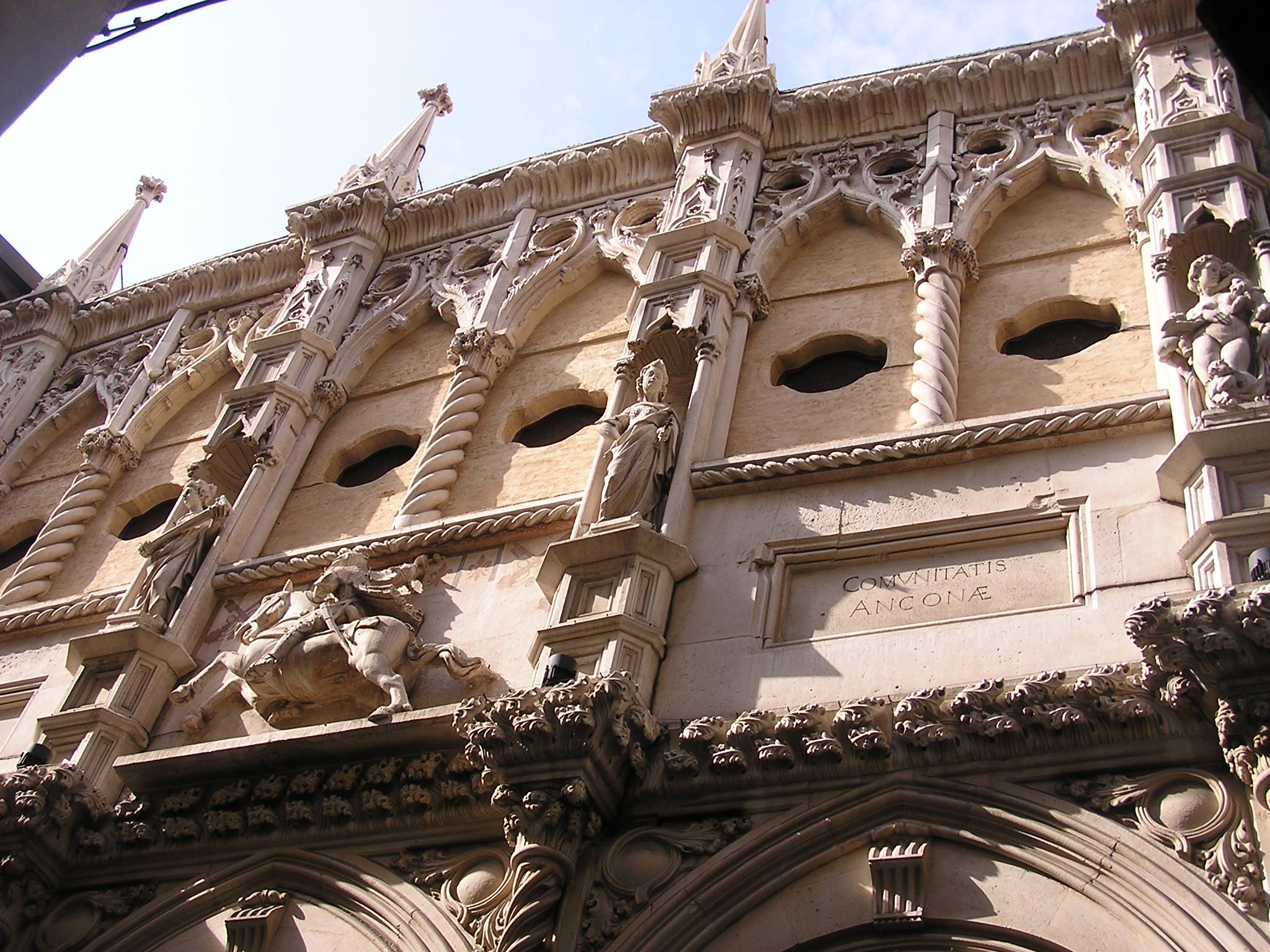
Loggia dei Mercanti, Giorgio da Sebenico (Renascença Adriática)
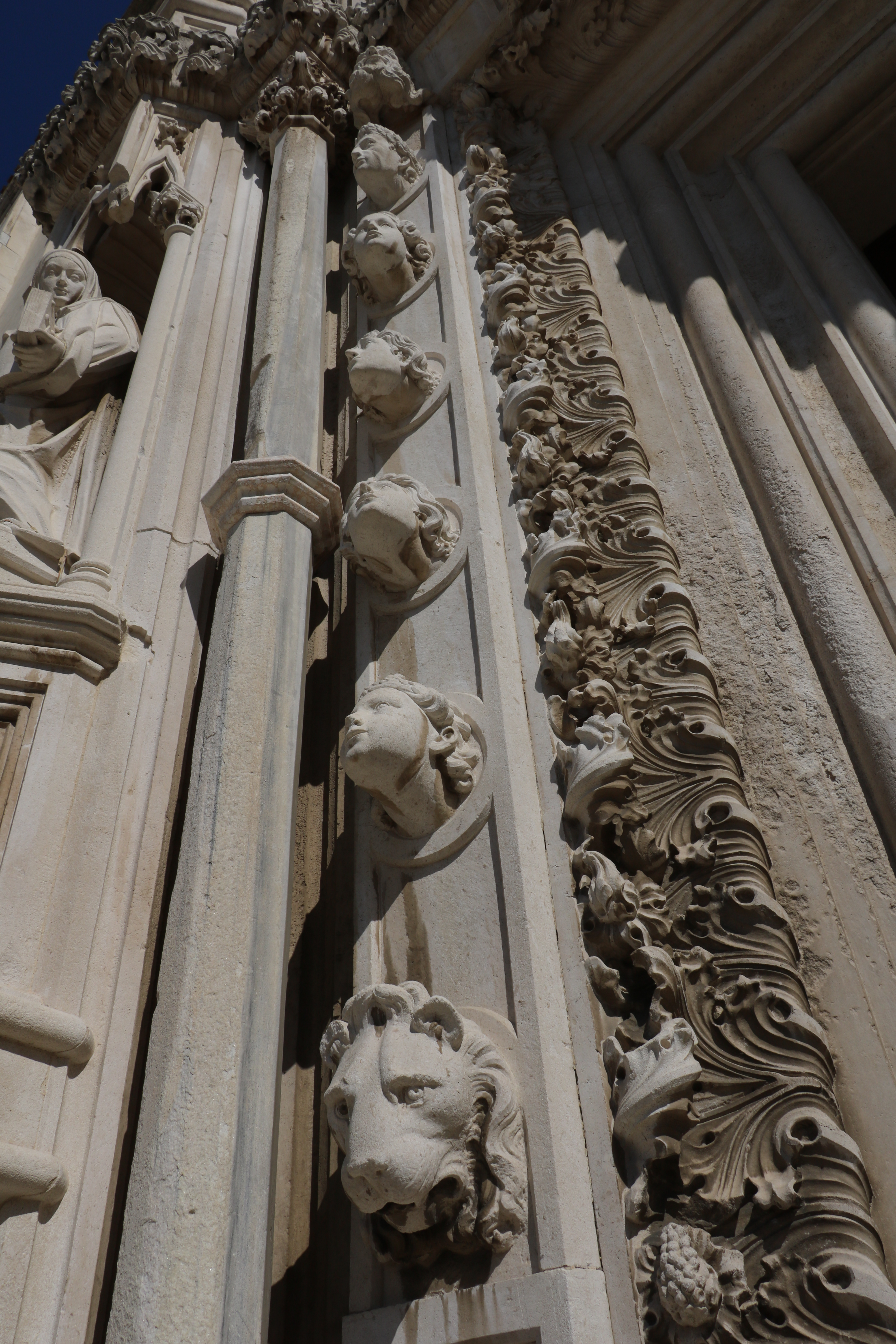
Igreja de San Francesco alle Scale, Giorgio da Sebenico (Renascença Adriática)
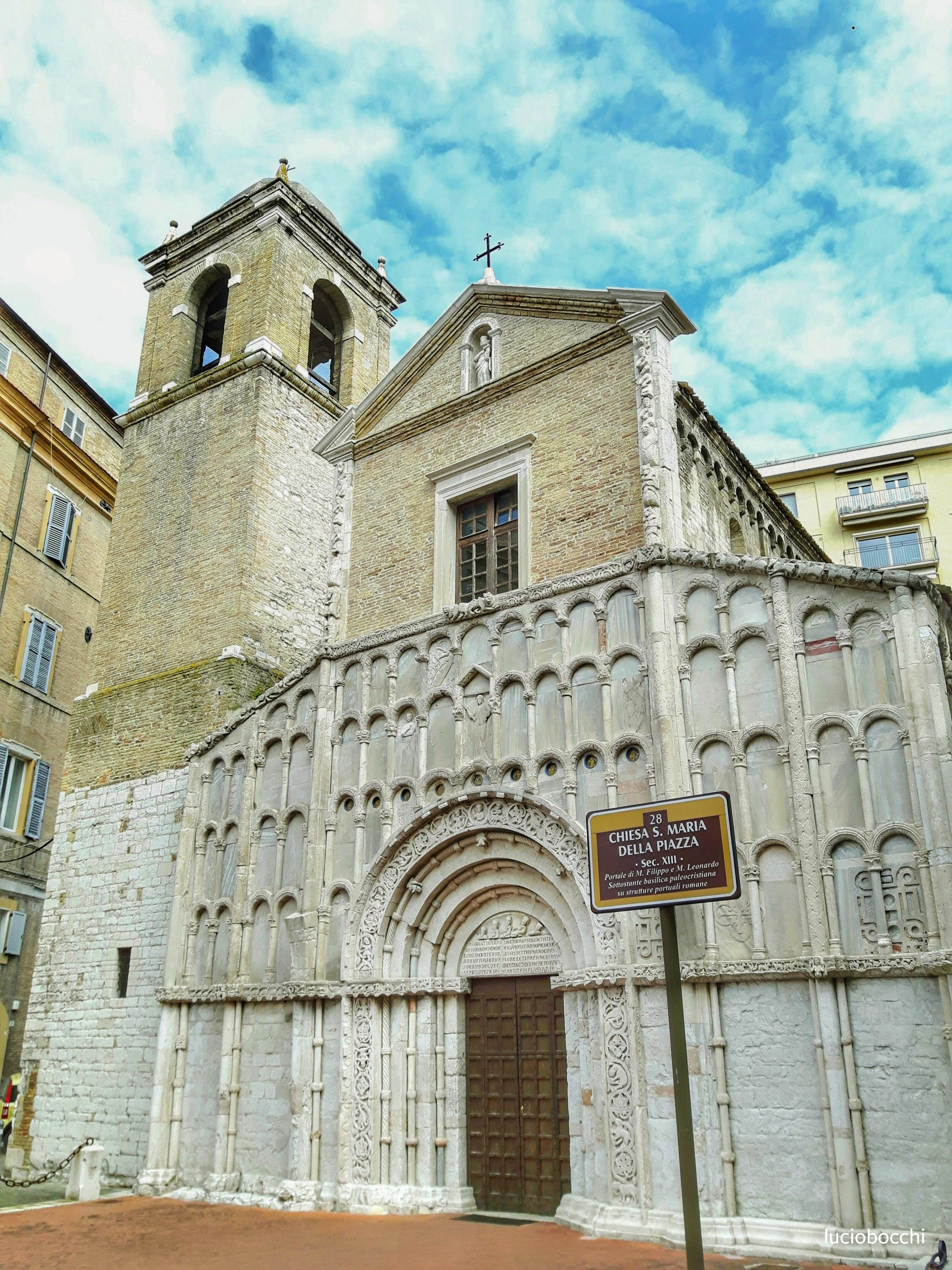
Igreja românica de Santa Maria della Piazza

## Navegadores

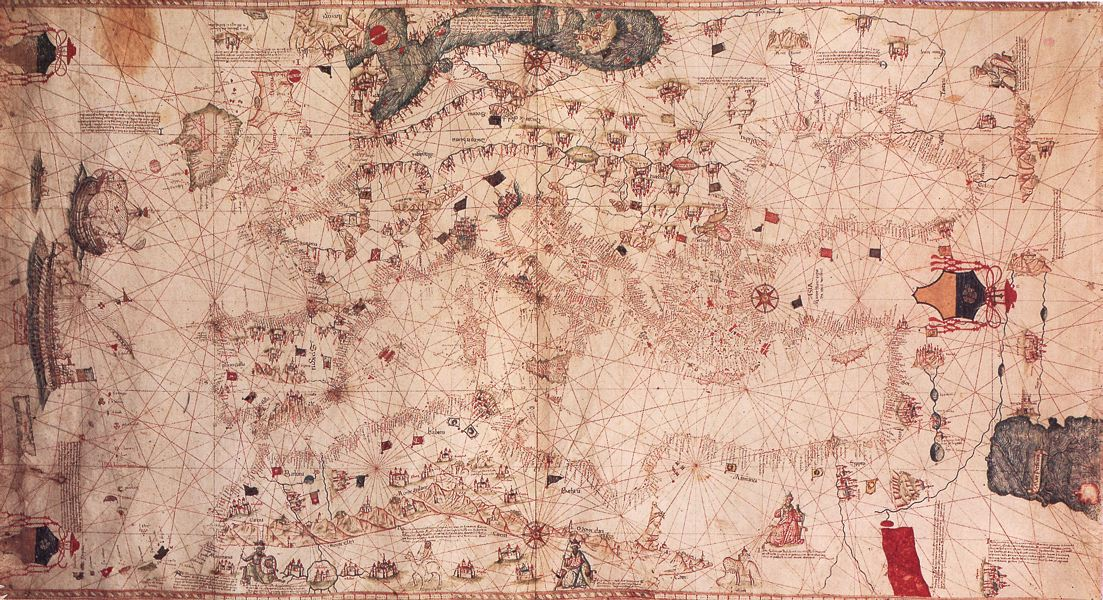
Grazioso Benincasa, mapa portulano do mar Mediterrâneo

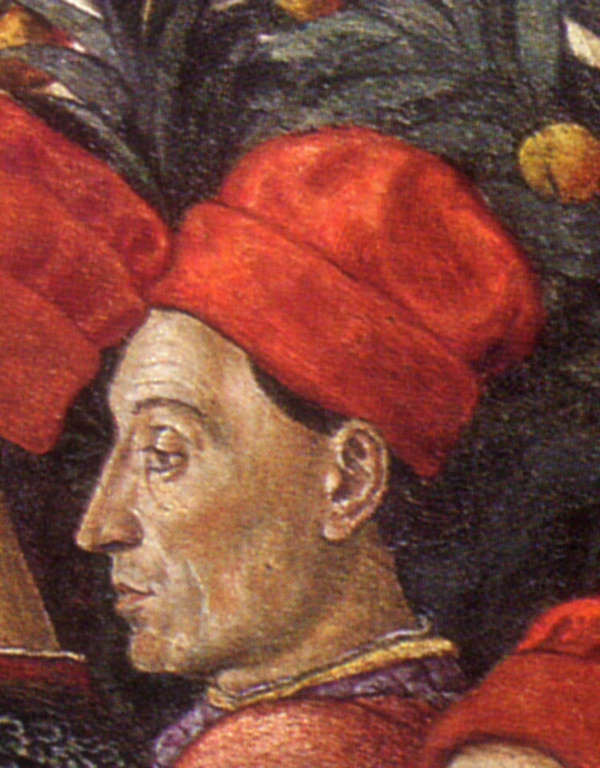
Retrato de Ciríaco de Ancona, o navegador-arqueólogo (1459).

O navegador-arqueólogo Ciríaco de Ancona era um navegador e humanista italiano inquieto e itinerante, originário de uma família de comerciantes de destaque. Ele foi chamado de Pai da Arqueologia : "Ciríaco de Ancona foi o registrador mais empreendedor e prolífico das antiguidades gregas e romanas, particularmente inscrições, no século XV, e a precisão geral de seus registros permite que ele seja chamado o pai fundador da arqueologia clássica moderna ". . Ele foi nomeado por seus colegas humanistas "pai das antiguidades", que conscientizou seus contemporâneos da existência do Partenão, Delfos, Pirâmides, Esfinge e outros famosos monumentos antigos que se acreditava serem destruídos
O navegador Grazioso Benincasa nasceu em Ancona; ele foi o cartógrafo marítimo italiano mais conhecido do século XV, autor de várias cartas portolanas do Mediterrâneo.

## História
Depois de 1000, Ancona tornou-se cada vez mais independente, eventualmente se transformando em uma importante república marítima, muitas vezes confrontando contra o poder próximo de Veneza. Ancona sempre teve que se proteger contra os desígnios do Sacro Império Romano e do papado. Nunca atacou outras cidades marítimas, mas sempre foi forçada a se defender. Apesar de uma série de expedições, guerras comerciais e bloqueios navais, Veneza nunca conseguiu subjugar Ancona.
Foi forte o suficiente para afastar as forças do Sacro Império Romano-Germânico três vezes; a intenção do império era reafirmar sua autoridade não apenas sobre Ancona, mas em todas as comunas italianas: em 1137 a cidade foi sitiada pelo imperador Lotário II, em 1167 pelo imperador Frederico Barbarossa e em 1174 o império tentou novamente. Naquele ano, Christian I, arcebispo de Mainz, arqui-chanceler de Barbarossa, aliado a Veneza, sitiou Ancona, mas foi forçado a recuar. Os venezianos mobilizaram inúmeras galés e o galeão Totus Mundus no porto de Ancona, enquanto as tropas imperiais sitiaram a terra. Após alguns meses de resistência dramática, os anconitanos puderam enviar um pequeno contingente a Emília-Romanha para pedir ajuda. Tropas de Ferrara e Bertinoro chegaram para salvar a cidade e repeliram as tropas imperiais e os venezianos na batalha. Um dos protagonistas do cerco de 1174 foi a viúva Stamira, que teve grande coragem ao incendiar as máquinas de guerra do sitiante com um machado e uma tocha.
Na luta entre os papas e os imperadores que perturbaram a Itália a partir do século XII, Ancona ficou do lado dos guelfos.

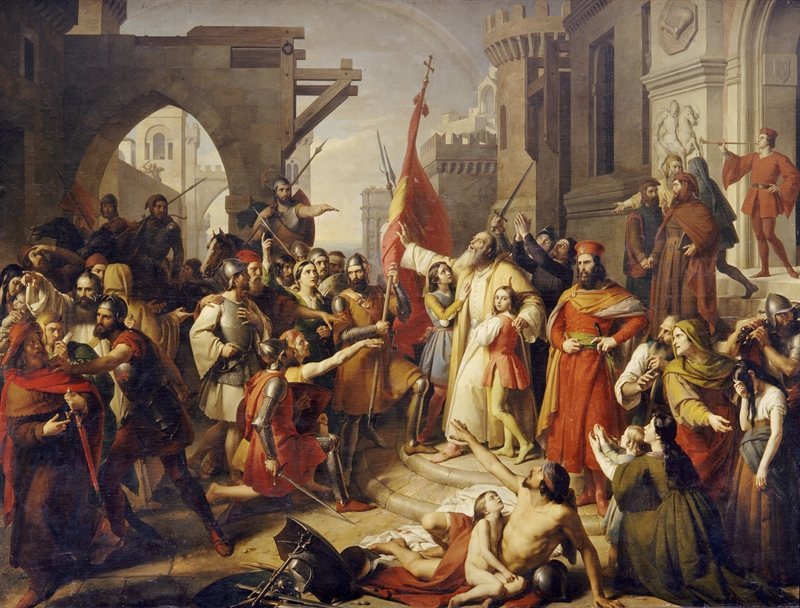
Francesco Podesti, Cerco de Ancona de 1174

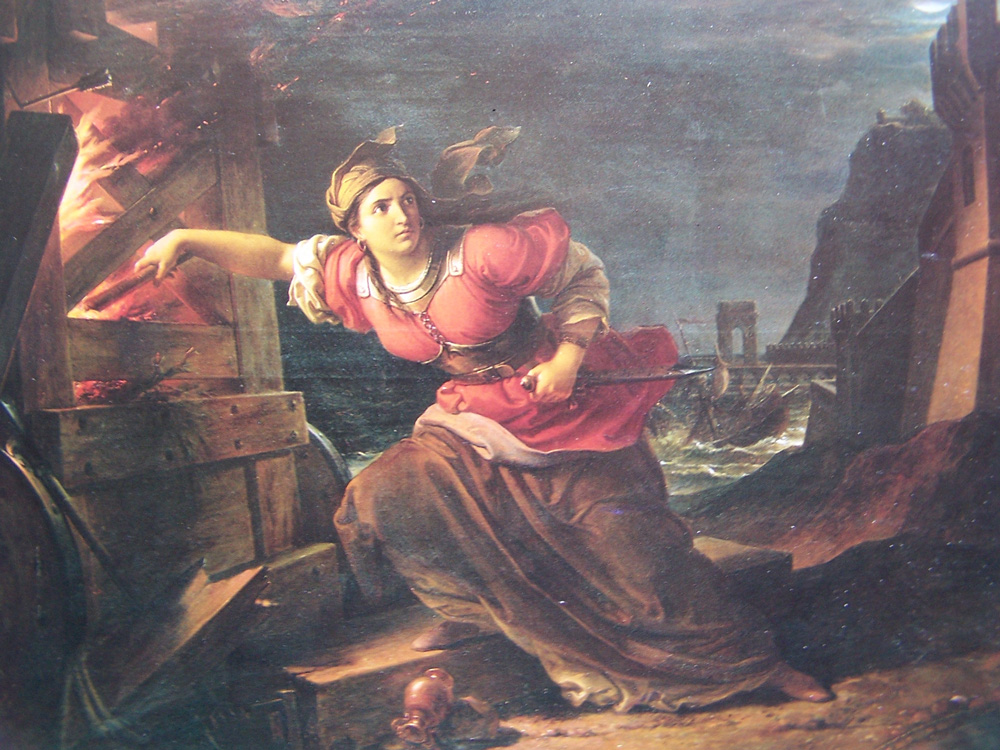
Francesco Podesti, Stamira

Originalmente chamado Communitas Anconitana  (Em latim para "comunidade anconitana"), Ancona tinha uma independência de fato: o Papa Alexandre III (por volta de 1100 - 1181) declarou-a uma cidade livre dentro do Estado da Igreja; O papa Eugênio IV confirmou a posição legal definida por seu antecessor e em 2 de setembro de 1443 a declarou oficialmente uma república, com o nome de Respublica Anconitana; quase simultaneamente Ragusa foi oficialmente chamada de "república"; confirmando o vínculo fraterno que unia os dois portos do Adriático.
Diferentemente de outras cidades do centro e norte da Itália, Ancona nunca se tornou uma senhoria . Os Malatesta tomaram a cidade em 1348, aproveitando a peste negra e um incêndio que destruiu muitos de seus edifícios importantes. Os Malatesta foram expulsos em 1383.
Em 1532, Ancona perdeu definitivamente a liberdade e tornou-se parte dos Estados papais, sob o papa Clemente VII; ele tomou posse por meios políticos. Símbolo da autoridade papal era a cidadela maciça, usada por Clemente VII como um cavalo de Tróia, para conquistar a cidade.

## Comunidades presentes na República

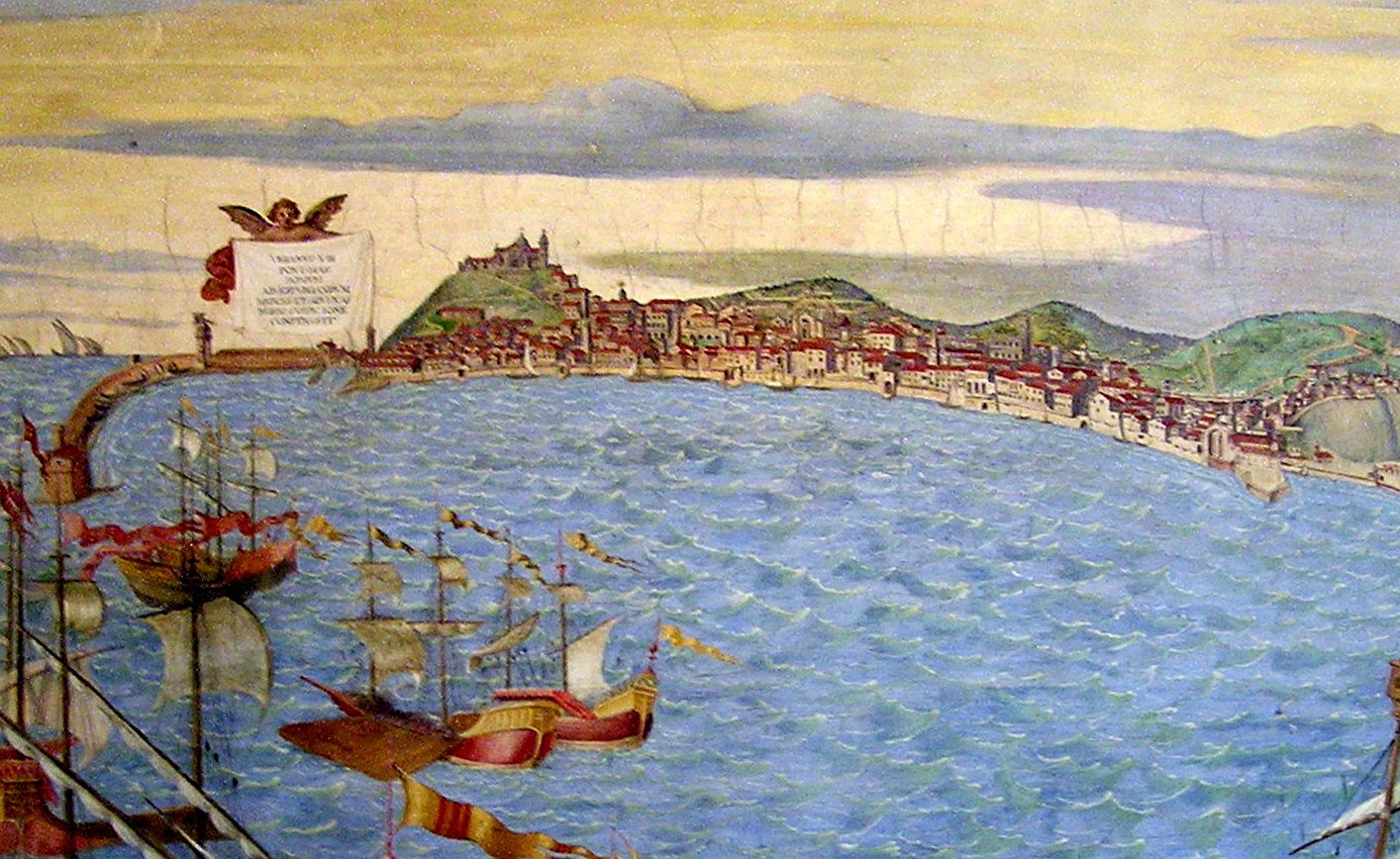
Porto de Ancona no século XVI

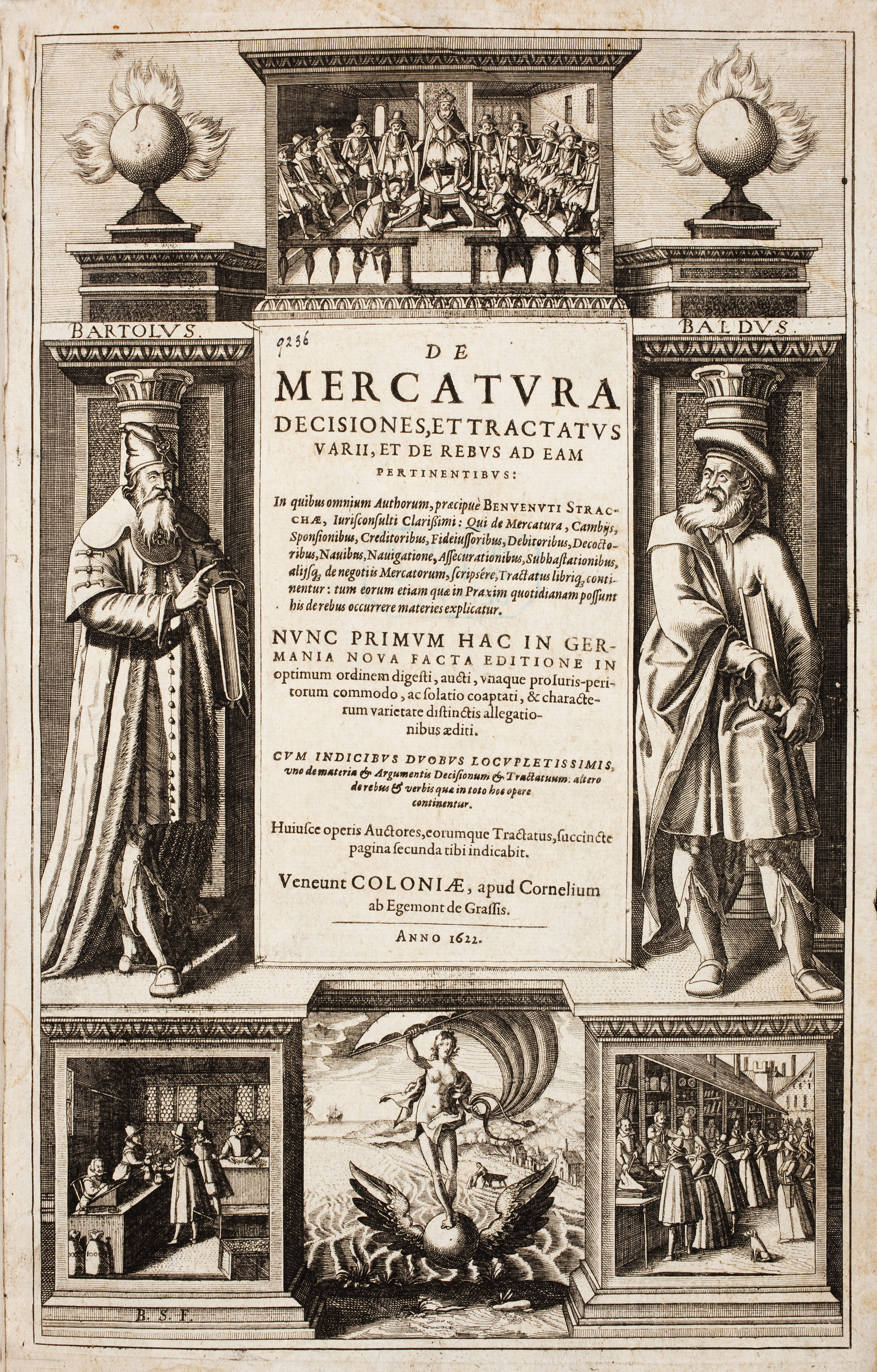
Benvenuto Stracca, De mercatura

Na república de Ancona havia uma comunidade grega, albanesa, dálmata, armênia, turca e judaica.
Ancona, assim como Veneza, se tornou um destino muito importante para os comerciantes do Império Otomano durante o século XVI. Os gregos formaram a maior das comunidades de comerciantes estrangeiros. Eles eram refugiados de antigos territórios bizantinos ou venezianos que foram ocupados pelos otomanos no final dos séculos XV e XVI. A primeira comunidade grega foi estabelecida em Ancona no início do século XVI. No início do XVI, havia 200 famílias gregas em Ancona. A maioria deles veio do noroeste da Grécia, ou seja, das Ilhas Jónicas e do Epiro. Em 1514, Dimitri Caloiri, de Janina obteve direitos aduaneiros reduzidos para os comerciantes gregos vindos das cidades de Janina, Arta e Avlona, em Epiro. Em 1518, um comerciante judeu de Avlona conseguiu reduzir os impostos pagos em Ancona para todos os "comerciantes levantinos, sujeitos aos turcos".
Em 1531, foi fundada a Confraternidade dos Gregos ( Confraternita dei Greci), que incluía gregos católicos, ortodoxos e católicos romanos. Eles garantiram o uso da Igreja de Santa Anna dei Greci e receberam permissão para realizar serviços de acordo com o rito grego e latino. A igreja de Santa Ana existia desde o século XIII, inicialmente como "Santa Maria em Porta Cipriana", nas ruínas das antigas muralhas gregas de Ancona.
Em 1534, uma decisão do Papa Paulo III favoreceu a atividade de comerciantes de todas as nacionalidades e religiões do Levante e permitiu que se instalassem em Ancona com suas famílias. Um veneziano que viajava por Ancona em 1535 registrou que a cidade estava "cheia de comerciantes de todas as nações e principalmente gregos e turcos". Na segunda metade do século XVI, a presença de gregos e outros comerciantes do Império Otomano declinou após uma série de medidas restritivas adotadas pelas autoridades italianas e pelo papa.
As disputas entre os gregos ortodoxos e católicos romanos da comunidade foram frequentes e persistiram até 1797, quando a cidade foi ocupada pela França, que fechou todas as confraternidades religiosas e confiscou o arquivo da comunidade grega. Os franceses retornariam à região para reocupá-la em 1805-1806. A igreja de Santa Anna dei Greci foi reaberta aos cultos em 1822. Em 1835, na ausência de uma comunidade grega em Ancona, passou para a Igreja Latina.

## Lei comercial
O comércio de Ancona no Levante foi o promotor do nascimento do direito comercial: o jurista Benvenuto Stracca (Ancona, 1509 - 1579) publicou em 1553 o tratado De mercatura seu mercatore tractats; foi uma das primeiras, se não a primeira, impressão legal que lida especificamente com o direito comercial. Este tratado se concentrava em comerciantes e contratos, práticas e direitos marítimos, aos quais ele logo acrescentou extensas discussões sobre falência, fatores e comissões, transferências de terceiros e seguros. Por esse motivo, Stracca é frequentemente considerado o pai do direito comercial e autor do primeiro tratado italiano sobre o contrato de seguro, além do comércio.

## A aliança entre Ancona e Ragusa

Carlo Crivelli, Madonna com Bambino, Galeria de Arte Cívica de Ancona

A concorrência comercial entre Veneza, Ancona e Ragusa foi muito forte porque todos elas faziam fronteira com o Mar Adriático. Elas travaram batalhas abertas em mais de uma ocasião. Veneza, ciente de seu grande poder econômico e militar, não gostava da concorrência de outras cidades marítimas do Adriático. Vários portos do Adriático estavam sob o domínio veneziano, mas Ancona e Ragusa mantiveram sua independência. Para evitar sucumbir ao domínio veneziano, essas duas repúblicas fizeram múltiplas e duradouras alianças.
Veneza conquistou Ragusa em 1205 e a manteve até 1382, quando Ragusa recuperou a liberdade de fato, pagando tributos primeiro aos húngaros e, depois da Batalha de Mohács, ao Império Otomano. Durante esse período, Ragusa reconfirmou sua antiga aliança com Ancona.